# Дупнишка духовна околия
Дупнишката духовна околия е околия и архиерейско наместничество с център град Дупница и е част от Софийска епархия на Българска православна църква – Българска патриаршия.

## Храмове
- „Свети Георги Победоносец“, Дупница, 1895 година.
- „Покров на Пресвета Богородица“, Дупница, 1816 година.
- „Свети Николай Чудотворец“, Дупница, 1609 година.

## Манастири
- Бобошевски манастир „Свети Димитър“, недействащ храм, X век.
- Ресиловски манастир „Покров на Пресвета Богородица“, девически, XX век.
- Руенски манастир „Свети Йоан Рилски“, мъжки, XX век.